# Retencja wodna
Retencja wodna – zdolność do gromadzenia zasobów wodnych i przetrzymywania ich przez dłuższy czas w środowisku biotycznym i abiotycznym. Istnieje m.in. retencja szaty roślinnej, retencja glebowa i gruntowa, śnieżna, depresyjna, zbiorników wodnych i cieków.
W pewnym uproszczeniu pod pojęciem małej retencji rozumie się zdolność do gromadzenia wody w małych zbiornikach naturalnych i sztucznych oraz wody podpiętrzane w korytach niewielkich rzek i potoków, w kanałach i rowach.
Celami małej retencji wodnej w lasach są przede wszystkim:
1. Poprawa uwilgotnienia siedlisk leśnych poprzez podniesienie lustra wody gruntowej na terenach bezpośrednio przyległych do zbiornika lub urządzenia piętrzącego;
2. Zmiana szybkiego (wybitnie niekorzystnego) odpływu wód powierzchniowych z terenu lasu na spowolniony odpływ gruntowy;
3. Urozmaicenie i wzbogacenie środowiska leśnego (m.in. różnorodności);
4. Woda dostępna dla zwierzyny leśnej, ptactwa, owadów i innej fauny;
5. Woda do ochrony przeciwpożarowej lasu;
6. Woda do celów gospodarczych np. deszczownie przy szkółkach leśnych;
7. Poprawa warunków dla rekreacji i wypoczynku ludności.

Zasoby wodne Polski są niewiele większe niż Egiptu, który uchodzi za kraj pustynny. W porównaniu z innymi krajami w Europie Polska jest na przedostatnim miejscu.
W połowie lat 80. XX wieku rozpoczął się długotrwały okres suszy hydrologicznej, który trwał do 1993 roku. Skutkiem tego był znaczny spadek poziomu wód gruntowych. Od 1994 roku ilość opadów wzrosła, mimo to jednak nie nastąpiła radykalna poprawa warunków hydrologicznych. Taki stan rzeczy wpływa niekorzystnie m.in. na lasy, co przejawia się m.in. wzrostem liczby pożarów, spadkiem udatności upraw i prawdopodobnie zagładą niektórych gatunków, np. jesionu.
Torfowiska, bagna, oczka wodne, starorzecza itp. zachowały się w większych powierzchniach tylko w lasach. Te, które występowały wśród pól uprawnych, zostały już najczęściej osuszone i zamienione w użytki orne lub zielone. Podobny los spotkał nadrzeczne lasy łęgowe.